# El missatger del futur
El missatger del futur (The Postman) és una pel·lícula del 1997 adaptada de la novel·la homònima de David Brin, dirigida i protagonitzada per Kevin Costner. Ha estat doblada al català

## Argument
L'any 2013 als Estats Units no ha quedat res dempeus, ni lleis, ni esperança ni futur. Després d'una guerra apocalíptica que ha destruït gairebé la civilització, els supervivents, que han hagut de ser testimonis de plagues, rebel·lions i hiverns de fins a tres anys, intenten reagrupar-se en petits pobles i fer una vida tranquil·la, primitiva, força diferent de l'anterior. Tota tecnologia ha estat eliminada, i la població es divideix per lluitar per sobreviure als atacs de l'exèrcit dels Holnistes, liderats per un general tirà, que recluta els seus soldats entre els més forts dels supervivents. En aquest atroç món arriba un enigmàtic personatge que erra interpretant Shakespeare, però té alguna cosa molt més valuosa que aquest do: la capacitat de revifar l'esperança perduda.

## Repartiment
| Actor             | Personatge                                                     |
| ----------------- | -------------------------------------------------------------- |
| Kevin Costner     | El carter                                                      |
| Will Patton       | General Bethlehem                                              |
| Larenz Tate       | Ford Lincoln Mercury                                           |
| Olivia Williams   | Abby                                                           |
| James Russo       | Idaho                                                          |
| Daniel von Bargen | Xèrif Briscoe                                                  |
| Tom Petty         | Control del pont (una versió alterna de si mateix en el futur) |
| Scott Bairstow    | Luke                                                           |
| Giovanni Ribisi   | bandit 20                                                      |
| Roberta Maxwell   | Irene March                                                    |
| Joe Santos        | Coronel Getty                                                  |
| Ron McLarty       | Old George                                                     |
| Peggy Lipton      | Ellen March                                                    |
| Rex Linn          | Mercer                                                         |
| Shawn Hatosy      | Billy                                                          |
| Ryan Hurst        | Eddie March                                                    |
| Charles Esten     | Michael                                                        |
| Annie Costner     | retrat                                                         |
| Ty O'Neal         | Drew                                                           |
| Ellen Geer        | Pineview Woman                                                 |
| Lily Costner      | Lily March                                                     |
| Joe Costner       | Letter Boy                                                     |
| Judy Herrera      | Carrier                                                        |